# کالج پومونا
دانشگاه پومونا (انگلیسی: Pomona College) یک دانشگاه خصوصی کالج هنرهای آزاد در کلرمونت، کلرمونت، کالیفرنیا است.